# 1991 w nauce

## Astronomia
- Donald Osterbrock – nagroda Henry Norris Russell Lectureship przyznawana przez American Astronomical Society.
- Wallace L. W. Sargent – nagroda Dannie Heineman Prize for Astrophysics przyznawana przez American Astronomical Society.

## Nagrody Nobla
- Fizyka – Pierre-Gilles de Gennes[1]
- Chemia – Richard Ernst[2]
- Medycyna – Erwin Neher, Bert Sakmann[3]